# TIAB
TIAB -  Trustul de Instalații și Automatizări București este o companie din România care desfășoară lucrări de instalații și automatizări în sectoarele construcțiilor industriale, construcții de mașini, industria chimică și petrochimică.
În octombrie 2007, Vinci Energies București, sucursală locală a grupului francez VINCI, a preluat 51% din acțiunile TIAB.
Cifra de afaceri în 2006: 32,3 milioane euro